# 清正公園

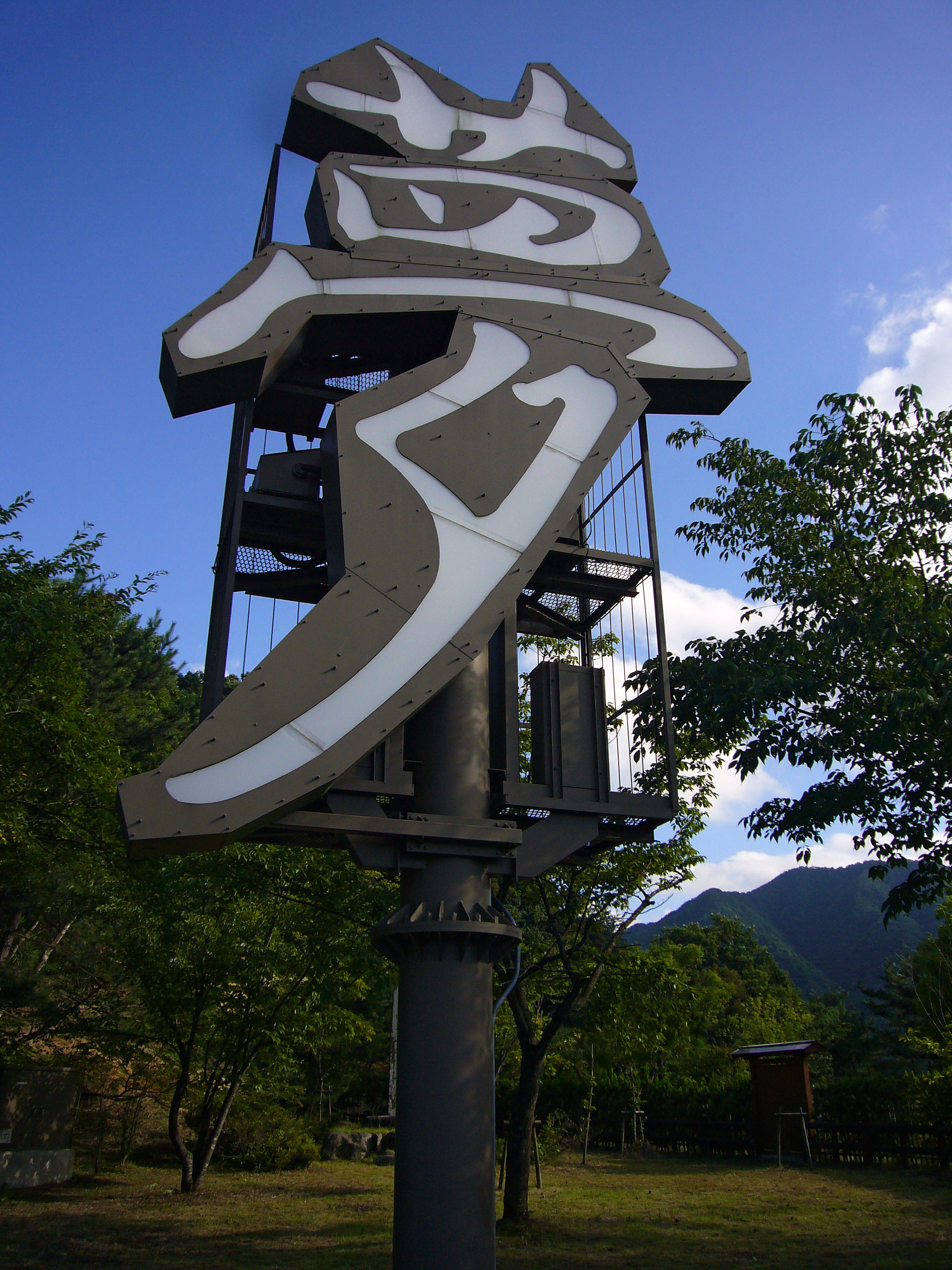
ランドマーク「夢」

清正公園（せいしょうこうえん）は兵庫県美方郡新温泉町の湯村温泉郷にある公園。
小高い山全体が公園になっており、秋は山全体が赤く染まる紅葉の名所として知られている。ライトアップもされる湯村温泉のランドマーク「夢」がある頂上の展望広場からは、山峡の温泉郷を広く見渡すことができる。

## 解説
公園の名は清正公信仰（法華宗の熱心な信者・保護者であった加藤清正を崇敬する信仰）に由来する。法華経を信仰する人々が熊本に赴いて加藤清正の「護神」を授かり、当地に「清正公様」として祀った。
公園内には「森田氏紀徳碑」がある。この碑は、当地出身の実業家・森田金蔵（1867年 - 1940年）を記念して、1920年に建てられた。碑が建てられた頃からこの山は観光客にも親しまれる公園となり、「清正公山」と呼ばれるようになった。
「夢」の文字は、湯村温泉ライトアップ整備事業の一環として設置されたもので、湯村温泉がテレビドラマ「夢千代日記」の舞台であることにちなんでいる。

## 所在地
〒669-6821 兵庫県新温泉町湯

## 交通アクセス
- 全但バス「湯村温泉」停留所から徒歩15分
- 荒湯から徒歩10分程度で麓に着き、そこから頂上の展望台までのルートは石段と自然歩道で整備されている。

## ギャラリー

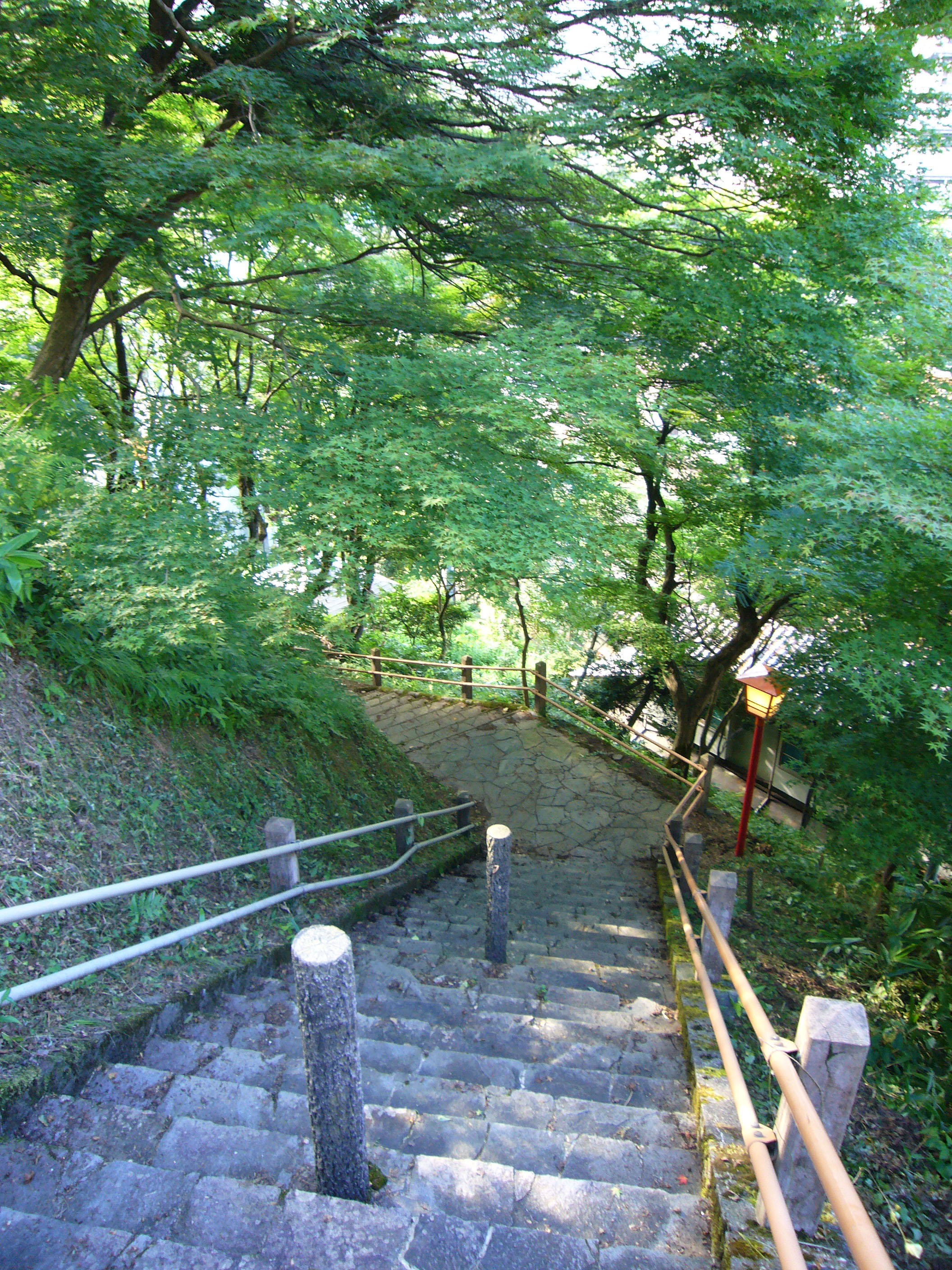
石段
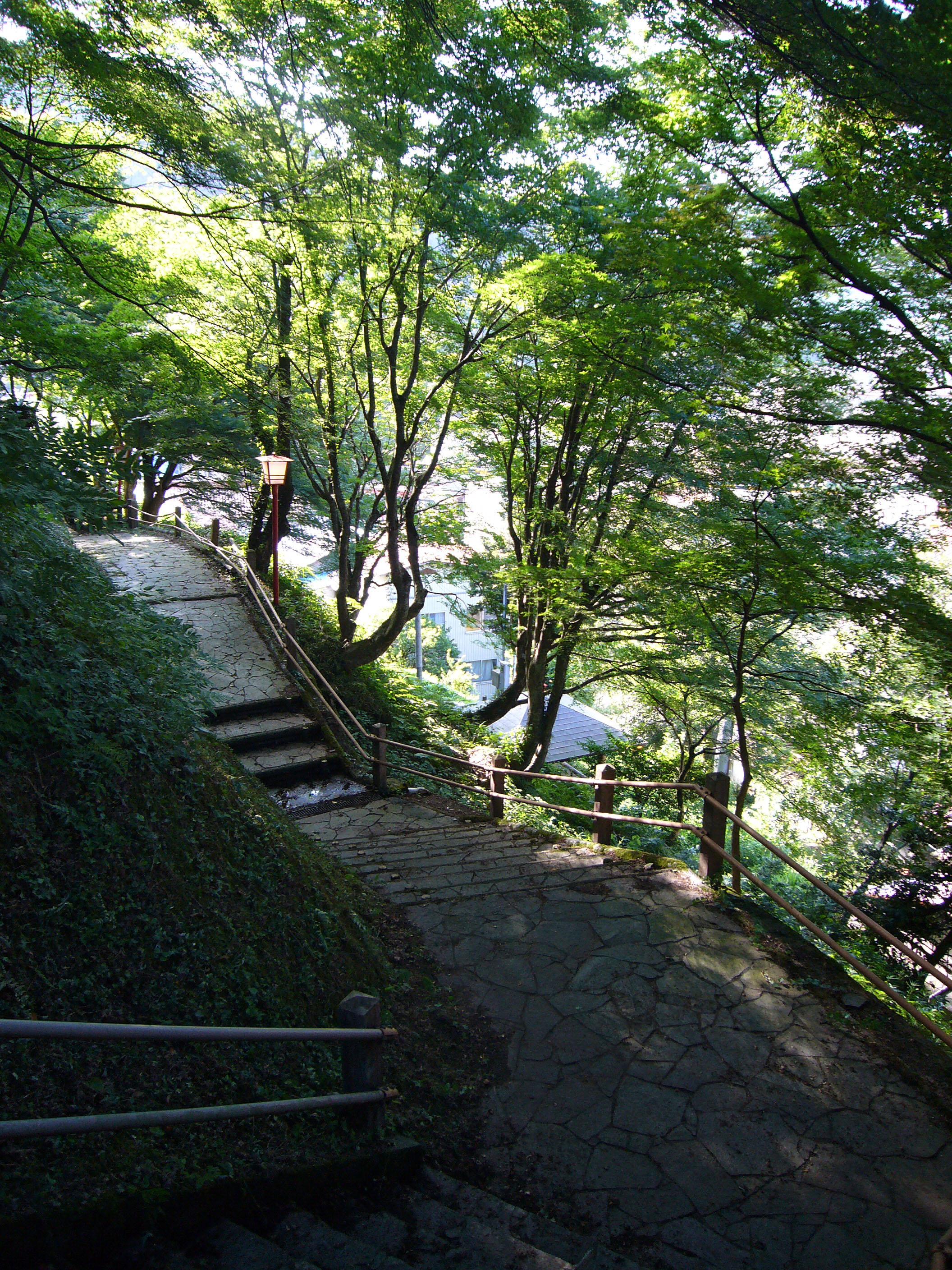
石段
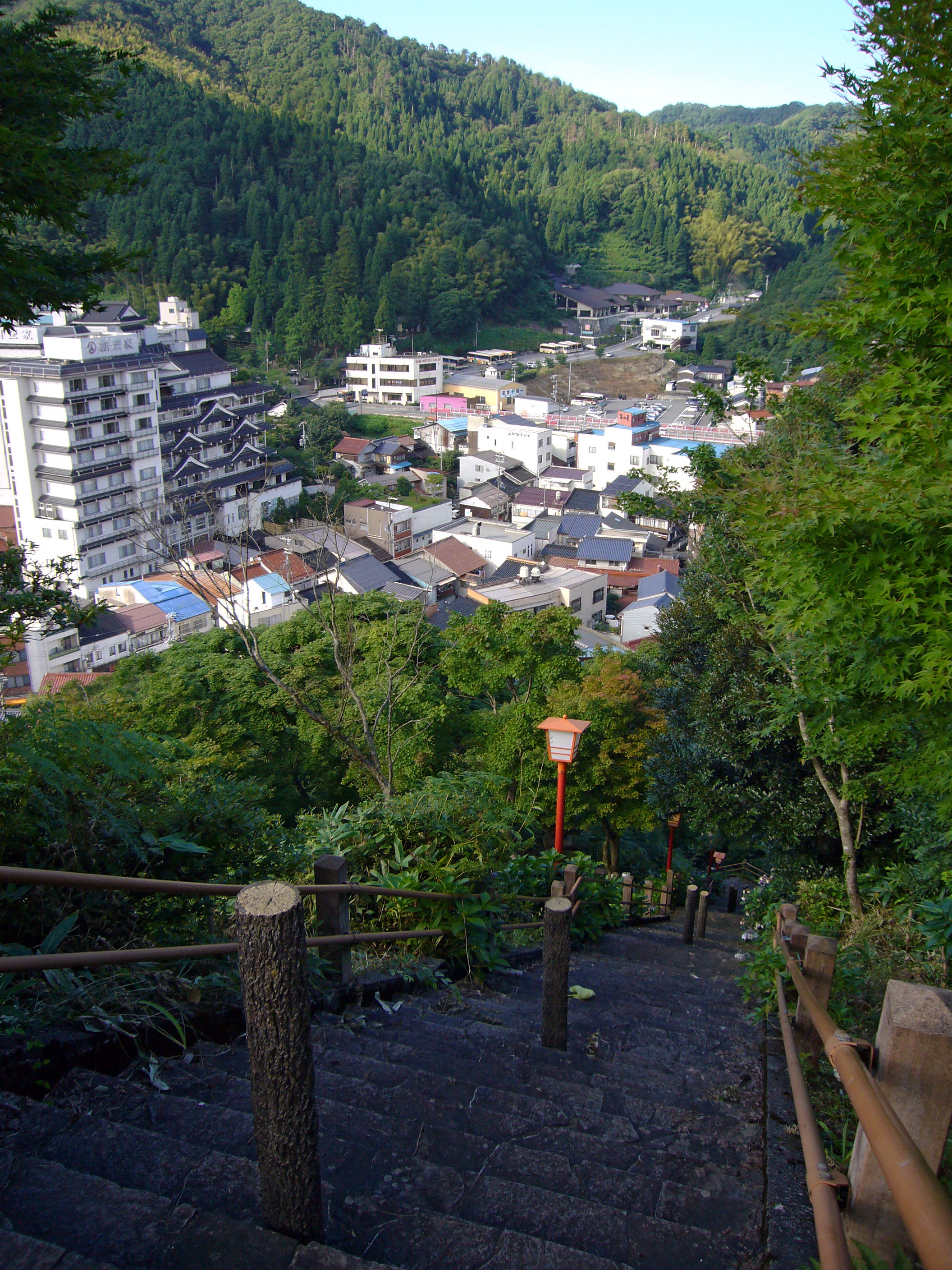
温泉街を望む
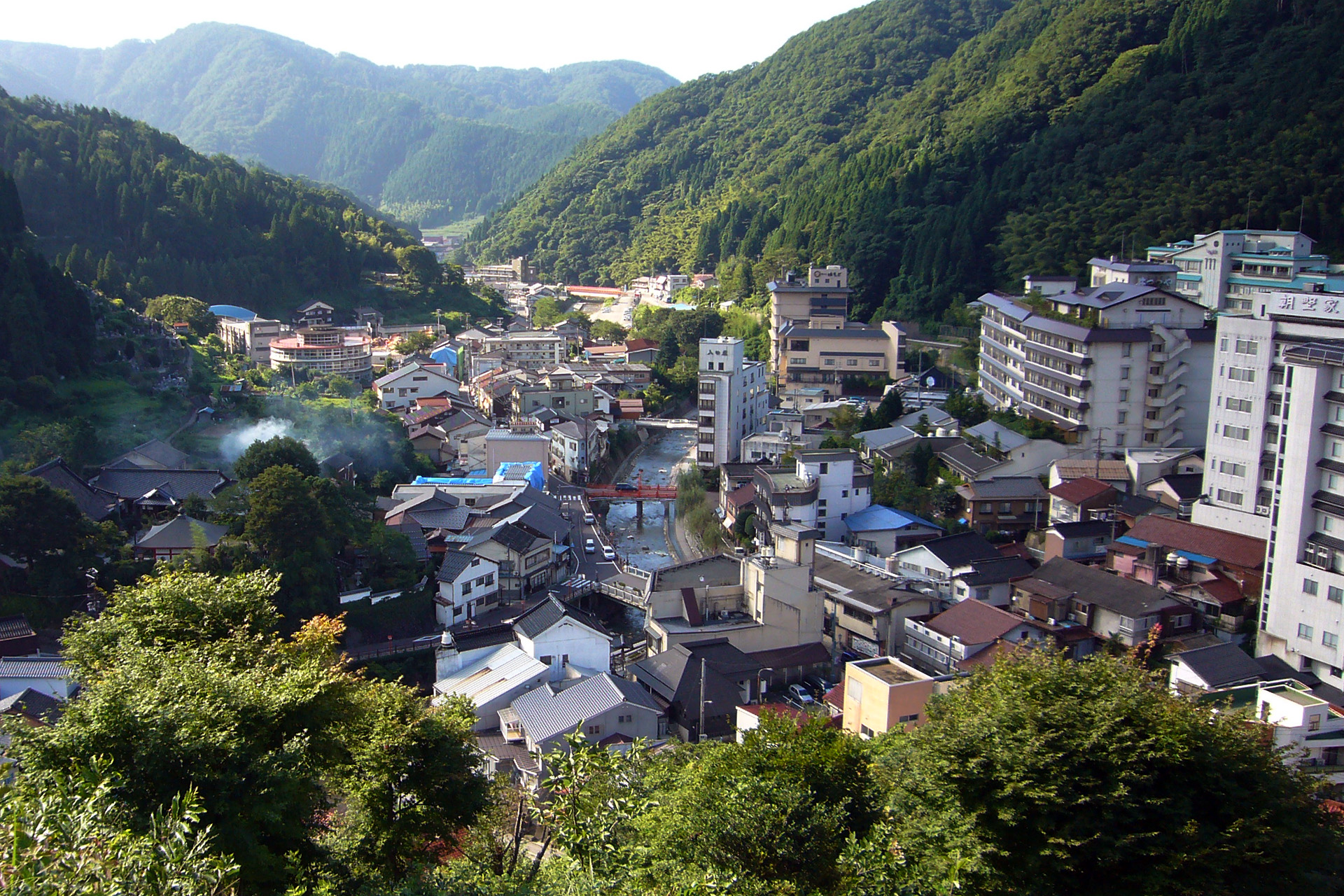
温泉街を望む